# Nemertesia simplex
Nemertesia simplex är en nässeldjursart som först beskrevs av George James Allman 1877.  Nemertesia simplex ingår i släktet Nemertesia och familjen Plumulariidae. Inga underarter finns listade i Catalogue of Life.